# Województwo olsztyńskie (1946–1975)

Województwo olsztyńskie w latach 1946–1950

Województwo olsztyńskie – jedno z województw istniejących w Polsce w latach 1946–1975.
Województwo powstałe na mocy rozporządzenia Rady Ministrów z 29 maja 1946 roku z dawnego okręgu mazurskiego.
Okręg Mazurski (Okręg IV) powstał 14 marca 1945 r. i obejmował 27 tys. km² powierzchni, w tym powiaty elbląski, sztumski, kwidzyński i malborski. Siedzibą Okręgu był Białystok, a później Olsztyn.
7 lipca tego roku powiaty Powiśla włączono do woj. gdańskiego, a powiaty: ełcki, olecki i gołdapski do woj. białostockiego. Rządcą Okręgu był pełnomocnik rządu na Okręg Mazurski (najpierw Jerzy Sztachelski, a po nim Jakub Prawin).
6 marca 1950 roku do województwa przyłączono powiat nowomiejski z województwa pomorskiego (przemianowanego tego dnia na bydgoskie) i powiat działdowski z województwa warszawskiego.
Według danych z 1950 ponad 25% spośród Polaków przesiedlonych na teren województwa po II wojnie światowej stanowili Kresowianie.

## Ludność
| Data                         | Liczba mieszkańców | Liczba mieszkańców | Liczba mieszkańców |
| Data                         | ogółem             | miejska (%)        | wiejska (%)        |
| ---------------------------- | ------------------ | ------------------ | ------------------ |
| 14 II 1946 (spis sumaryczny) | 351 828            | 101 857 (28,95%)   | 249 971 (71,05%)   |
| 3 XII 1950 (spis powszechny) | 689 376            | 201 948 (29,29%)   | 487 428 (70,71%)   |
| 31 XII 1956                  | 839 tys.           | 277 tys. (33%)     | 562 tys. (67%)     |
| 1959                         | 878,3 tys.         | b.d. (35%)         | b.d. (65%)         |
| 6 XII 1960 (spis powszechny) | 881 332            | 315 701 (35,82%)   | 565 631 (64,18%)   |
| 1962                         | 910,9 tys.         | b.d. (36,5%)       | b.d. (63,5%)       |
| 31 XII 1963                  | 929 tys.           | 340 tys. (36,6%)   | 589 tys. (63,4%)   |
| 31 XII 1965                  | 956,6 tys.         | b.d.               | b.d.               |
| 1967                         | 973,2 tys.         | b.d.               | b.d.               |
| 31 XII 1968                  | 981 tys.           | 386 tys. (39,3%)   | 595 tys. (60,7%)   |
| 8 XII 1970 (spis powszechny) | 979 204            | 401 482 (41%)      | 577 722 (59%)      |
| 31 XII 1971                  | 980,9 tys.         | 408 tys. (41,6%)   | 572,9 tys. (58,4%) |
| 31 XII 1972                  | 992,1 tys.         | 413,4 tys. (41,7%) | 578,7 tys. (58,3%) |
| 31 XII 1973                  | 1001 tys.          | 428 tys. (42,8%)   | 573 tys. (57,2%)   |
| 31 XII 1974                  | 1012 tys.          | 440 tys. (43,5%)   | 572 tys. (56,5%)   |

## Podział administracyjny

### 1946
| Powiat            | Powierzchnia (km²) | Liczba ludności 14 II 1946 | Liczba ludności 14 II 1946 |
| Powiat            | Powierzchnia (km²) | ogółem                     | na km²                     |
| ----------------- | ------------------ | -------------------------- | -------------------------- |
| bartoszycki       | 473                | 10 978                     | 23                         |
| braniewski        | 1299               | 10 701                     | 8                          |
| giżycki           | 897                | 16 674                     | 19                         |
| iławecki          | 574                | 4484                       | 8                          |
| kętrzyński        | 1199               | 18 520                     | 15                         |
| lidzbarski        | 1096               | 22 460                     | 21                         |
| morąski           | 1265               | 21 160                     | 17                         |
| mrągowski         | 1232               | 34 396                     | 28                         |
| nidzicki          | 1146               | 15 444                     | 13                         |
| Olsztyn (miejski) | 53                 | 29 053                     | 547                        |
| olsztyński        | 1303               | 29 968                     | 23                         |
| ostródzki         | 1536               | 31 394                     | 20                         |
| pasłęcki          | 858                | 13 366                     | 16                         |
| piski             | 1684               | 15 674                     | 9                          |
| reszelski         | 851                | 23 002                     | 27                         |
| suski             | 1038               | 16 606                     | 16                         |
| szczycieński      | 1703               | 32 681                     | 19                         |
| węgorzewski       | 1112               | 5267                       | 5                          |

### 1973
Źródło:
| Powiat            | Powierzchnia (km²) | Liczba ludności 31 XII 1972 | Liczba ludności 31 XII 1972 | Miasta | Miasta                                            | Gminy | Siedziba              |
| Powiat            | Powierzchnia (km²) | ogółem (tys.)               | na km²                      | ogółem | w tym posiadające wspólną radę narodową z gminami | Gminy | Siedziba              |
| ----------------- | ------------------ | --------------------------- | --------------------------- | ------ | ------------------------------------------------- | ----- | --------------------- |
| bartoszycki       | 1125               | 52,8                        | 47                          | 3      | 2                                                 | 5     | Bartoszyce            |
| biskupiecki       | 949                | 46,3                        | 49                          | 3      | 2                                                 | 4     | Biskupiec             |
| braniewski        | 1353               | 51,2                        | 38                          | 4      | 2                                                 | 6     | Braniewo              |
| działdowski       | 910                | 51,6                        | 57                          | 2      | 1                                                 | 6     | Działdowo             |
| giżycki           | 944                | 46                          | 49                          | 2      | 1                                                 | 4     | Giżycko               |
| iławski           | 1133               | 63,3                        | 56                          | 3      | 2                                                 | 5     | Iława                 |
| kętrzyński        | 1124               | 59,2                        | 53                          | 3      | 2                                                 | 6     | Kętrzyn               |
| lidzbarski        | 1066               | 48,9                        | 46                          | 2      | 0                                                 | 6     | Lidzbark Warmiński    |
| morąski           | 1203               | 51,4                        | 43                          | 1      | 0                                                 | 5     | Morąg                 |
| mrągowski         | 1127               | 44,5                        | 39                          | 2      | 0                                                 | 4     | Mrągowo               |
| nidzicki          | 1139               | 34,9                        | 31                          | 1      | 0                                                 | 5     | Nidzica               |
| nowomiejski       | 846                | 52,7                        | 62                          | 2      | 0                                                 | 5     | Nowe Miasto Lubawskie |
| Olsztyn (miejski) | 58                 | 99                          | 1695                        | 1      | nd.                                               | nd.   | Olsztyn               |
| olsztyński        | 1343               | 45,5                        | 34                          | 2      | 2                                                 | 7     | Olsztyn               |
| ostródzki         | 1345               | 69,5                        | 52                          | 1      | 0                                                 | 6     | Ostróda               |
| pasłęcki          | 816                | 33,4                        | 41                          | 1      | 0                                                 | 5     | Pasłęk                |
| piski             | 1765               | 49,9                        | 28                          | 4      | 3                                                 | 4     | Pisz                  |
| szczycieński      | 1946               | 63,2                        | 32                          | 1      | 0                                                 | 7     | Szczytno              |
| węgorzewski       | 873                | 28,8                        | 33                          | 1      | 0                                                 | 5     | Węgorzewo             |

## Wojewodowie olsztyńscy
Wojewodowie olsztyńscy w latach 1944–1950
- 17.03.1945–28.12.1945: Jakub Prawin PPR
- 28.12.1945–08.09.1947[a]: Zygmunt Robel SP
- 08.09.1947–05.10.1948: Wiktor Jaśkiewicz PPR
- 06.10.1948–28.06.1950: Mieczysław Moczar PZPR

Wojewodowie olsztyńscy i Przewodniczący Prezydium Wojewódzkiej Rady Narodowej w latach 1950–1975
Przewodniczący Prezydium Wojewódzkiej Rady Narodowej
- 13.04.1950–15.04.1952: Mieczysław Moczar PZPR
- 16.04.1952–31.10.1956: Juliusz Malewski PZPR
- 31.10.1956–17.12.1959: Zbigniew Januszko PZPR
- 17.12.1959–26.04.1972: Marian Gotowiec PZPR
- 26.04.1972–09.12.1973: Sergiusz Rubczewski PZPR

Wojewodowie
- 31.05.1975–31.12.1975: Sergiusz Rubczewski PZPR